# Gavilea
Gavilea é um género botânico pertencente à família das orquídeas (Orchidaceae).

## Espécies
1. Gavilea araucana (Phil.) M.N. Correa (1956)
2. Gavilea australis (Skottsb.) M.N. Correa (1956)
3. Gavilea cardioglossa (Reiche) Martic. (2000)
4. Gavilea gladysiae  Chemisquy, Brittonia 61: 201 (2009)
5. Gavilea glandulifera (Poepp. & Endl.) M.N. Correa (1956)
6. Gavilea insularis M.N. Correa (1968)
7. Gavilea kingii (Hook.f.) M.N. Correa (1956)
8. Gavilea littoralis (Phil.) M.N. Correa (1969)
9. Gavilea longibracteata (Lindl.) Sparre ex L.E. Navas (1973)
10. Gavilea lutea (Comm. ex Pers.) M.N. Correa (1956)
11. Gavilea odoratissima (Poepp. & Endl.) Poepp. (1833)